# Autoroute 20 (Israël)
Pour l’article homonyme, voir Autoroute 20 (Québec).
L'autoroute 20, plus communément appelée autoroute Ayalon (en hébreu: נתיבי איילון, Netivei Ayalon), est une autoroute de la métropole de Tel Aviv, en Israël. Orientée du nord au sud, elle longe la périphérie centre-est de Tel Aviv, et fait la jonction avec les grandes autoroutes israéliennes qui mènent à Tel Aviv, dont l'autoroute 4 qui dessert Ashdod et les régions du sud, l'autoroute 2 qui dessert Haïfa et les régions du nord, l'autoroute 5 qui dessert l'est et l'autoroute 1 qui dessert Jérusalem et sa métropole.